# Уошберн, Эбигейл
Эбиге́йл Уо́шберн (англ. Abigail Washburn; 10 ноября 1977, Эванстон, Иллинойс, США) — американская певица и игрок на банджо.

## Биография
Эбигейл Уошберн родилась 10 ноября 1977 года в Эванстоне (штат Иллинойс, США) и окончила младшую школы в пригороде Вашингтона (округ Колумбия). Эбигейл училась в средней школе в штате Миннесота, а затем учился в Колледже Колорадо. Затем Уошберн провела три года в Вермонте до переезда в Нэшвилл (штат Теннесси).

## Карьера
Вскоре после переезда в Нэшвилл, Эбигейл начала свою музыкальную карьеру. На данный момент на счету Уошберн два студийных сольных альбома — «Song of the Traveling Daughter» (2005) и «City of Refuge» (2011).

## Личная жизнь
С 2009 года Эбигейл замужем за игроком на банджо Белой Флеком (род.1958), с которым она встречалась 2 года до их свадьбы . У супругов есть сын — Джуно Флек (род.19.05.2013).